# 南部茂時
南部 茂時（なんぶ しげとき）は、鎌倉時代後期の武将。南部氏10代当主とされるが南部氏一族ではないとも指摘される。

## 略歴
以下は南部氏の伝承による。
茂時は正安元年（1299年）甲斐国南部郷にて誕生。南部時実の曾孫で南部義行の次男。『南部系譜』の幼名は孫次郎義時。母が北条氏だったため、北条高時の信任を得て鎌倉に居住したという。正中2年(1324年)、甲斐の南部郷の諏訪神社の坐像を補修、続く正中3年には社殿を再興している。元徳2年（1329年）従五位右馬頭に叙任。1331年からの元弘の乱では幕府側にあり、元弘3年（1333年）正月、赤坂城・吉野城攻めに参加、これを陥落させる。楠木正成の篭る赤坂城攻め（幕府側の敗北）にも参加した。同年4月、六波羅救援に向かい、一条で後醍醐天皇側の軍を破る。
同年5月、高氏が鎌倉幕府に叛き京の六波羅探題を攻め落とし義貞が鎌倉攻めを行うと、茂時の兄・義重は一族を率いて信濃源氏らと共に鎌倉攻めに加わっている。ただし茂時は北条氏側につき鎌倉に入った。そして茂時や義重の父、と思しき南部太郎や弟と見られる南部孫二郎は北条泰家の軍に属して5月8日、武蔵国の分倍河原の戦いで新田義貞率いる軍勢に敗退する。5月22日、北条一族が東勝寺で一族郎党と自害すると、茂時は囲みを破って藤沢に到り、清浄光寺にて自害している。他に佐藤彦五郎ら六名が殉死した。享年34。清浄光寺に葬られた。この後、南部氏第10世の当主　左馬頭茂時の九戸の領地は結城親朝に与えられている。
しかしながら、『岩手県史』によれば、10代の南部茂時とは、戦国時代の南部信直時代に史料の散逸のため新たに系譜などがまとめられた際、『太平記』に北条煕時の子・南部（北条）茂時が自害した記録を南部氏系譜に取り入れた結果だとされ、彼の経歴は北条茂時（南部右馬頭茂時）のものであり、南部氏一族ではないとされる。
また「三翁昔語」の「口伝」に、茂時は6代目という根城南部家の古い言い伝えがあるという（『南部町誌 上』）。

## 子孫
江戸幕府による公的な大名家の系譜集『寛政重修諸家譜』では、南部茂時の子を南部信長（実は義行二男）、南部為重（左近将監）、南部祐長（雅楽助）とする。祐清私記では、南部信長、南部左近将監、南部雅楽之助らを、南部茂時の子供とする。郷土研究雑誌『南部史談会誌』（1937年刊、1983年再刊）では「南部系譜」で南部信長、南部仲行、南部茂行らを、南部義行の子としている。
子の名前に関しては、系譜によって別名扱いとしたり、子ではなく弟とする系譜もあって一定していない。

## 異説
この茂時について、「実は鎌倉幕府第12代執権北条煕時の子供」と付与した近世こもんじょ館「寛政重修諸家譜」所収南部系図が、神官、若林家に所蔵され伝わる。この「南部系図」は他にも寛永諸家系図伝の南部系図とは異なる部分があり、南部義元（茂時祖父）を南部時実の弟とするなどである。「諏訪社南部系図」の記述に従うと、北条茂時が南部氏の養子となったことになるが、『南部町誌 上』は連署を勤める程の北条茂時が南部氏の養子になるとは考えにくいと指摘する。ただし「諏訪社南部系図」では南部政光の次代を茂時とするため、『南部町誌 上』は証明する史料はないとしながらも、茂時夫人が政光の娘であれば、政光の子・南部時光の早世により一時的に南部家当主を代行していたのではないかと推定している。